# 灰雾度
灰雾度，指胶卷上未经曝光的感光乳剂经显影后产生的密度。
任何胶卷都带有一定的灰雾度，有的大些，有的小些，这是由卤化银本身的性能不稳定而产生的。这种灰雾也称为“乳剂灰雾”。值得注意的是，除这种“乳剂灰雾”外，胶卷上产生灰雾的情况还有“显影灰雾”（由于显影过度或不当而产生）、“空气灰雾”（胶卷从含有几奴尼的显影液取出后，在空气中暴露过久而产生）、“摩擦灰雾”（胶卷乳剂受摩擦而产生）、“漏光灰雾”（由于暗室或冲洗罐漏光而产生）等。
灰雾度过大会影响细部表现、导致反差下降，影像给人以不舒畅的沉闷感。适量的灰雾对影像质量无明显影响。